# آنتونیا مورایتی
آنتونیا مورایتی (انگلیسی: Antonia Moraiti؛ زادهٔ ۲ مهٔ ۱۹۷۷) از برندگان مدال‌های بازی‌های المپیک تابستانی و بازیکن واترپلو اهل یونان است.